# Campeonato de España de Ciclismo en Ruta 1908
El VIII Campeonato de España de Ciclismo en Ruta se disputó en Gijón el 5 de julio de 1908 sobre un recorrido de 100 kilómetros.
El ganador de la prueba fue Vicente Blanco, que se impuso en solitario en la línea de llegada. Esteban Espinosa y Marcelino Cuesta completaron el podio.

## Clasificación final
| Pos. | Ciclista           | Equipo | Tiempo    |
| ---- | ------------------ | ------ | --------- |
| 1.   | Vicente Blanco     | -      | 3h 47'46" |
| 2.   | Esteban Espinosa   | -      | a 22"     |
| 3.   | Marcelino Cuesta   | -      | a 37"     |
| 4.   | Enrique Juanes     | -      | a 48"     |
| 5.   | Marcelino Amiaño   | -      | m.t.      |
| 6.   | Federico Arroyo    | -      | m.t.      |
| 7.   | Ángel Mancisidor   | -      | m.t.      |
| 8.   | Tomás San Salvador | -      | m.t.      |
| 9.   | Joaquín Rodríguez  | -      | m.t.      |
| 10.  | Pedro Rodríguez    | -      | m.t.      |